# Afrika (videogioco)
Afrika, conosciuto in Asia come Hakuna Matata, è un videogioco di safari fotografico sviluppato esclusivamente per la PlayStation 3. È stato annunciato per la prima volta da Sony durante l'E3 2006 sotto forma di video.
Il videogioco è sviluppato da Rhino Studios è pubblicato da Sony Computer Entertainment. Afrika è stato indicato come successore spirituale al titolo di Nintendo 64, Pokémon Snap.
Il 19 novembre 2008 è stato annunciato che Afrika, titolo messo in vendita solo in Asia, sarebbe uscito anche in Nord America. Il gioco doveva essere originariamente pubblicato dalla National Geographic ma è stato distribuito dalla Natsume che ne ha acquistato i diritti del gioco per pubblicarlo e distribuirlo solo in Nord America. Afrika è stato venduto in Giappone dal 28 agosto 2008, mentre in Nord America dal 6 ottobre 2009 ed ha il supporto dei trofei. In Europa è rimasto inedito.

## Modalità di gioco
Nei panni di un fotografo bisogna immortalare i vari animali che abitano le suggestive terre africane. Il protagonista ha la possibilità di scegliere i vari compiti da svolgere in base alla remunerazione. Inoltre, tramite i negozi online, ci sarà la possibilità di acquistare il materiale utile per le varie esperienze, come per esempio le macchine fotografiche targate Sony, le tende da accampamento, binocoli e così via.
La colonna sonora del videogioco è stata composta da Wataru Hokoyama.

## Sviluppo
| Testata                          | Giudizio          |
| -------------------------------- | ----------------- |
| GameRankings (media al 3-4-2019) | 58.00%            |
| Metacritic (media al 3-4-2019)   | 63/100            |
| 1UP.com                          | B-                |
| Eurogamer                        | 7/10              |
| Famitsū                          | 29/40             |
| IGN                              | 3.5/10            |
| The Magic Box                    | 70/85/90/90 (100) |

Secondo una voce di corridoio portata presente sul sito Go Nintendo, Sony stava creando un touch-pad per Afrika.
In seguito fu ufficializzato lo sviluppo del gioco e la composizione della colonna sonora, indicando che il progetto era ancora attivo.
La versione americana di Afrika è stata annunciata all'E3 2009 ed è stata distribuita dal 6 ottobre 2009.
Sony annunciò il 31 agosto 2010 che avrebbe chiuso i server online di Afrika. Questo servizio offriva un sistema di graduatorie delle foto scattate e contest vari.